# Boelen-piton
A Boelen-piton (Morelia boeleni) a hüllők (Reptilia) osztályának pikkelyes hüllők (Squamata) rendjébe, ezen belül a pitonfélék (Pythonidae) családjába tartozó faj.

## Előfordulása
Indonézia (Nyugat-Új-Guinea a Wissel Lakes régióban) és Pápua Új-Guinea (keleti Highlands, Central és Morobe tartományai, valamint Goodenough és Torres Straits szigetek) hegyvidéki esőerdőinek lakója, kizárólag 1000 méter feletti tengerszinti magasságtól. Ködös, sötét, párás, a civilizációtól mentes területeken fordul elő.

## Megjelenése
Széles fejű, vaskos testű kígyó. Színjátszó pikkelyekkel fedett hátoldala kékesfekete vagy lilásfekete, míg hasoldala krémfehér vagy sárgásfehér. A fehér szín harántfoltok formájában az állat oldalára is kiterjed, valamint az ajakpajzsok is fehér színben pompáznak. Nagy szeme függőleges pupillájú, tehát aktivitása éjszakára tehető. Méretét tekintve a közepes testű óriáskígyók közé tartozik, hosszúsága átlagosan: 1,8–2,4 méter közé tehető.

## Életmódja
A szabad természetben madarakkal és kisemlősökkel táplálkozik, terráriumi körülmények között laboratóriumi rágcsálókkal etethető.

## Szaporodása
Az ivarérettséget 3 éves korban éri el. Mint minden piton, ő is tojással szaporodik, fészekalja 14–20 tojásból áll. A nőstény a tojások köré tekeredik, az ideális költési hőmérséklet 32 °C. Ha ez alá csökken a hőmérséklet, akkor az anyapiton képes az izmai segítségével akár 7 °C-kal is növelni a hőmérsékletet. A kis pitonok 60–80 nap múlva kelnek ki, és színezetükben eltérnek szüleiktől, általában vörösesbarna vagy rozsdabarna színekben játszanak.

## Megjegyzés
Mivel a Boelen-piton meglehetősen ritka faj, ezért lett Pápua Új-Guinea legfontosabb kígyófaja, miközben megkapta a legmagasabb törvényes védelmet is. A helybéliek Blu Moran (kék piton) néven ismerik vagy Papa Graun Morannak nevezik.